# Eastern Sports Club
Eastern Sports Club é um clube de futebol de Hong Kong e que atua na Liga da Primeira Divisão de Hong Kong.
Foi uma equipe muito bem sucedida, principalmente nos anos 90 quando começou a ser chamada de "Dinastia Oriental".

## Títulos

### Ligas
- Liga da Primeira Divisão de Hong Kong Campeão

1955-56, 1992-93, 1993-94, 1994-95 e 2015-16
- 2ª Divisão Campeão

1947-48
- 3ª Divisão A Campeão

2004-05

### Copas
- Copa FA Campeão

1983-84, 1992-93, 1993-94 e 2013-14
- Protetor Sênior de Hong Kong Campeão

1952-53, 1955-56, 1981-82, 1986-87, 1992-93, 1993-94, 2007-08, 2014-15 e 2015-16
- Copa Viceroy de Hong Kong Campeão

1970-72, 1980-81

## Performance na Copa dos Campeões da Ásia
- Copa dos Campeões da Ásia: 3 participações

1994: Segunda Fase
1995: Segunda Fase
1996: Primeira Fase

## Recorde
Na temporada de 1992/93, o Eastern manteve uma série de 100% de aproveitamento nos primeiros 9 jogos da primeira metade da Liga da Primeira Divisão de Hong Kong. Além disso, o time marcou 30 gols e não sofreu nenhum. Foi um maravilhoso récorde de 3 zeros (0 empates, zero derrotas e 0 gols tomados).
Naquela temporada o Eastern ganhou 3 troféus e voltou a vencer a Liga depois de 37 anos. Até hoje, nenhum outro clube conseguiu igualar tal feito.